# Белый ягель
«Белый ягель» (нен. Сэр' няда) — художественный фильм, драма о жизни ненецкого народа. Первый полнометражный художественный фильм на ненецком языке. Снят по повести «Белый ягель» ненецкой писательницы Анны Неркаги. В главных ролях снялись актёры из Калмыкии, Бурятии и Якутии, во второстепенных ролях — ненцы Ямала.

## Сюжет
Действия фильма происходят на Крайнем Севере, где коренные народы ведут традиционный образ жизни. Ненецкого юношу, ждущего свою возлюбленную с большей земли, мать женит насильно. Фильм о верности и традиции и трудности выбора.

## В ролях
- Евгений Сангаджиев — Алёшка
- Галина Тихонова — Савене

## Награды
Получил приз зрительских симпатий Московского международного кинофестиваля 2014 года и Приз «Серебряный Витязь» XXIV Международного кинофорума «Золотой Витязь».